# 八条隆正

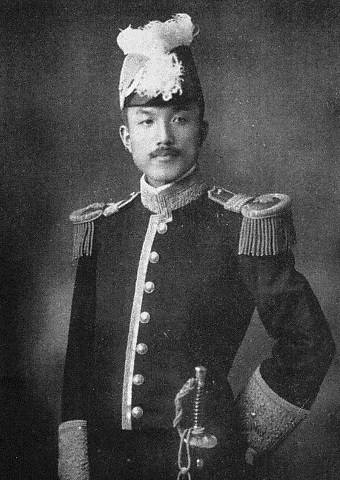
八条隆正

八条 隆正（はちじょう たかまさ、1883年（明治16年）6月27日 - 1950年（昭和25年）2月3日）は、明治末から昭和前期の大蔵官僚、政治家、華族。貴族院子爵議員。

## 経歴
伯爵・油小路隆董の三男として生まれ、子爵・八条隆邦の養子となる。養父・隆邦の死去に伴い、1896年（明治29年）9月8日、家督を相続し子爵を襲爵した。
1908年（明治41年）京都帝国大学法科大学を卒業。1909年（明治42年）大蔵省に入省し、税務監督局属兼大蔵属、同監督局事務官、東京税務監督局経理部長などを歴任。1915年（大正4年）7月15日、依願免本官となり退官した。その後、産業組合中央金庫理事長、日本銀行監事、住宅営団監事、内閣顧問、大蔵省顧問、帝国農会特別議員、国民貯蓄奨励委員会委員、学習院評議会会員などを務めた。
また、貴族院子爵議員に選出され、研究会に属して1915年7月10日から1933年（昭和8年）4月12日までと1937年（昭和12年）4月24日から1946年（昭和21年）2月12日まで在任した。同年公職追放となった。墓所は多磨霊園。

## 親族
- 妻：八条遺子（ゆいこ、養曾祖父八条隆吉四女）[1]
- 次男：八条隆孟（たかなが） - 東京帝国大学在学中に左翼活動家となり、1933年に治安維持法違反で検挙された（赤化華族事件）[12]。東京帝大の学習院出身者でつくる「目白会」の中で後輩たちと読書会をひらき、「無産者新聞」を普及、数十人を組織していたと言われる[12]。